# 常呂駅

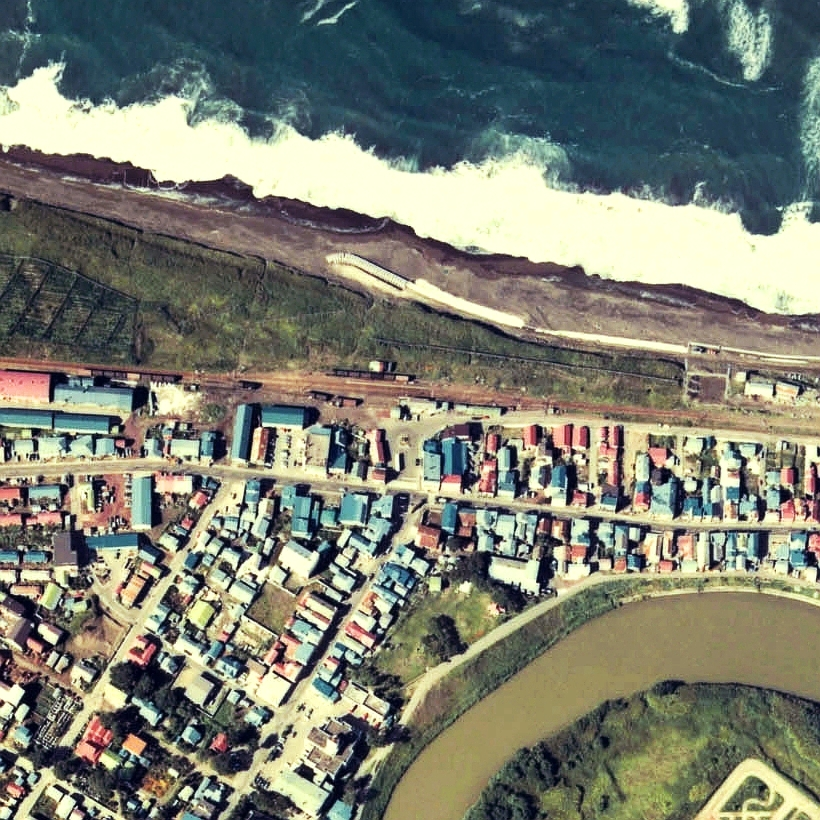
1977年の常呂駅と周囲約500m範囲。右が網走方面。常呂川河口の左岸にあってオホーツク海に面する。千鳥式ホーム2面2線と駅舎横中湧別側に貨物ホームと引込み線、そこから中湧別側に伸びる留置線、駅裏に副本線を有する。
下佐呂間（後の浜佐呂間）へ延伸するまでは終着駅として、ホームは駅舎側の単式だけであり、駅裏には数本の副線とそこから中湧別側にあった機関区への入出庫線があった。駅舎横貨物ホームへの引込み線が分岐する辺りの海側の敷地に海へ向かう灰色の踏み跡が見えるが、そのすぐ左に円弧状に黒い影があるのが、かつての転車台跡で、その左に貨車3両分程度の小さな車庫を有していた。

常呂駅（ところえき）は、北海道（網走支庁）常呂郡常呂町字常呂（現・北見市常呂町字常呂）にかつて設置されていた、日本国有鉄道（国鉄）湧網線の駅（廃駅）である。電報略号はコロ。事務管理コードは▲122410。

## 歴史
- 1936年（昭和11年）10月10日 - 鉄道省湧網東線の卯原内駅 - 当駅間延伸開通に伴い、開業[1]。一般駅[1]。
- 1940年（昭和15年） - 常呂町日吉の奥村鉱業常呂鉱山（通称・奥村鉄山）操業開始。当駅へ専用軌道を敷設（時期不明）し、鉄鉱石運搬。
- 1945年（昭和20年） - 終戦による常呂鉱山操業停止に伴い、奥村鉄山専用軌道運用停止。
- 1949年（昭和24年）6月1日 - 公共企業体である日本国有鉄道に移管。
- 1952年（昭和27年）12月6日 - 当駅 - 下佐呂間駅（後の浜佐呂間駅）間の延伸開通に伴い、中間駅となる。
- 1953年（昭和28年）10月22日 - 中湧別駅 - 網走駅間全通により路線名を湧網線に改称、それに伴い同線の駅となる。
- 1982年（昭和57年）3月27日 - 貨物の取り扱いを廃止[1]。
- 1984年（昭和59年）2月1日 - 荷物の取り扱いを廃止[1]。
- 1987年（昭和62年）3月20日 - 湧網線の全線廃止に伴い、廃駅となる[1]。

## 駅構造
廃止時点で、単式ホーム・島式ホーム（片面使用）複合型2面2線を有する地上駅で、列車交換可能な交換駅であった。互いのホームは、駅舎側ホーム東側と対向側ホーム東側を結んだ構内踏切で連絡した。駅舎側ホーム（南側）が上り線、対向側ホーム（北側）が下り線となっていたが、番線表示はなかった。島式ホームの外側の1線は副本線として、側線扱いで残っていた。そのほか、上り線の中湧別方から駅舎側に分岐し駅舎西側のホーム切欠き部分の貨物ホームへの貨物側線を2線有していた。
職員配置駅で、駅舎は構内の南側に位置し単式ホーム中央部分に接していた。木造平屋の駅舎であった。流氷の時期には除雪したホームの一部分に、見学のための「流氷観覧席」を設けていた。

## 駅名の由来
当駅が所在した地名より。地名は、アイヌ語の「ト・コロ・ペッ」（湖を持つ川）に由来する。常呂川周辺に沼が多かったことから付いた。

## 利用状況
乗車人員の推移は以下のとおり。年間の値のみ判明している年については、当該年度の日数で除した値を括弧書きで1日平均欄に示す。乗降人員のみが判明している場合は、1/2した値を括弧書きで記した。
| 年度               | 乗車人員 | 乗車人員 | 出典  | 備考 |
| 年度               | 年間     | 1日平均  | 出典  | 備考 |
| ------------------ | -------- | -------- | ----- | ---- |
| 1978年（昭和53年） |          | 153      | [ 7 ] |      |

## 駅周辺
- 国道238号（オホーツク国道）[8]
- 北海道道1087号網走常呂自転車道線 - 湧網線廃線跡を再利用した自転車歩行者専用道路。
- 北海道道7号北見常呂線
- 北海道道1033号土佐東浜線
- 北見市役所常呂総合支所
- 常呂郵便局
- 北海道常呂高等学校
- 常呂町立常呂中学校（現・北見市立常呂中学校）
- 常呂町立常呂小学校（現・北見市立常呂小学校）
- 常呂町農業協同組合
- 北見市常呂町カーリングホール
- 常呂竪穴群（常呂遺跡） - 駅から西に約1.2 km[4]。
- オホーツク海 - すぐ裏手に砂浜が広がる。
- 常呂川[8]

## バス路線
- 網走バス
  - 能取・網走駅・網走バスターミナル方面
  - サロマ湖栄浦方面
- 北海道北見バス
  - 土佐・北見方面
- 北見市営バス（旧・常呂町営バス）
  - サロマ湖栄浦方面（循環線）
- 佐呂間町ふれあいバス
  - 浜佐呂間・佐呂間方面

## 駅跡

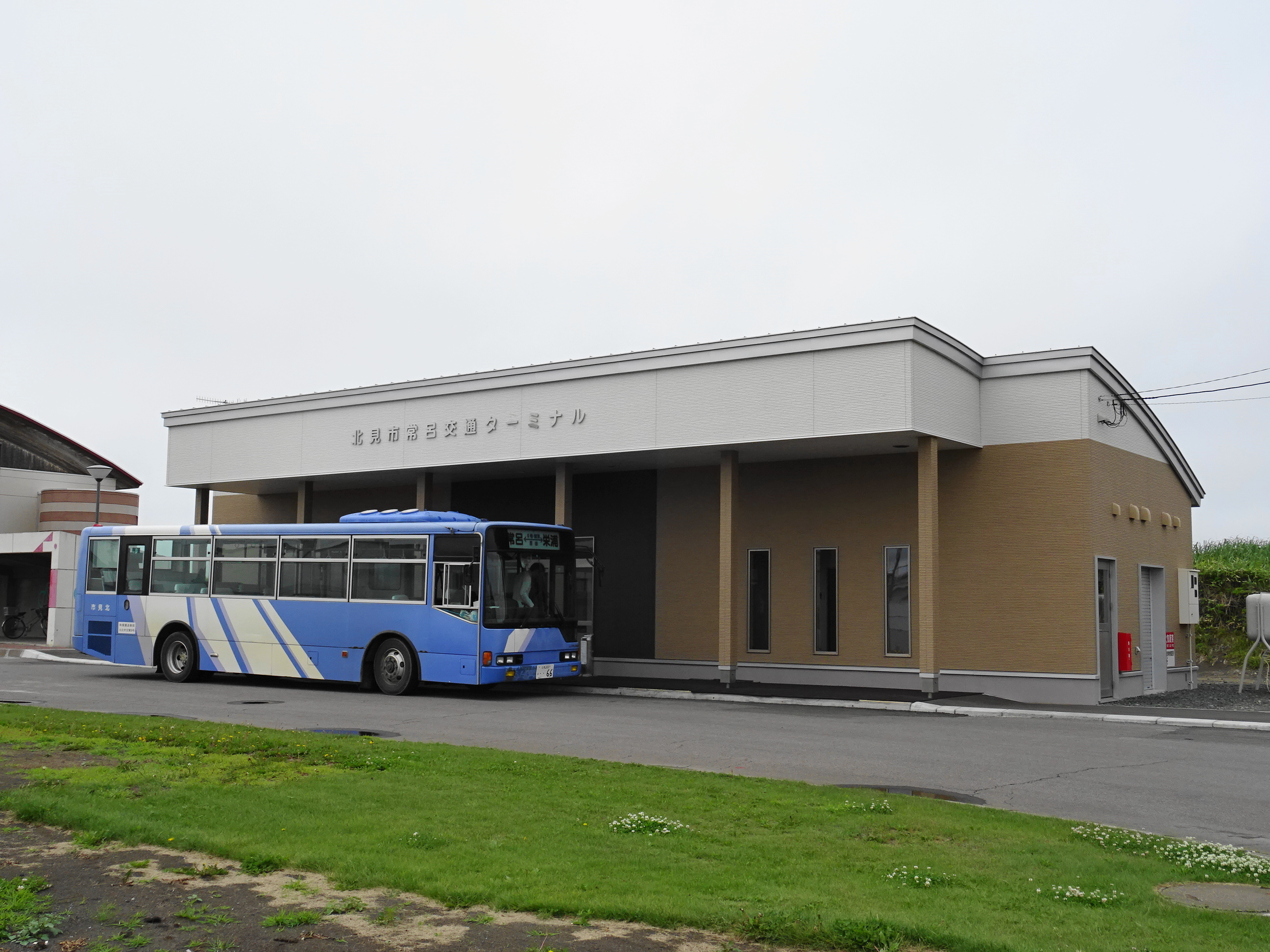
北見市常呂交通ターミナル（現行、2016年撮影）

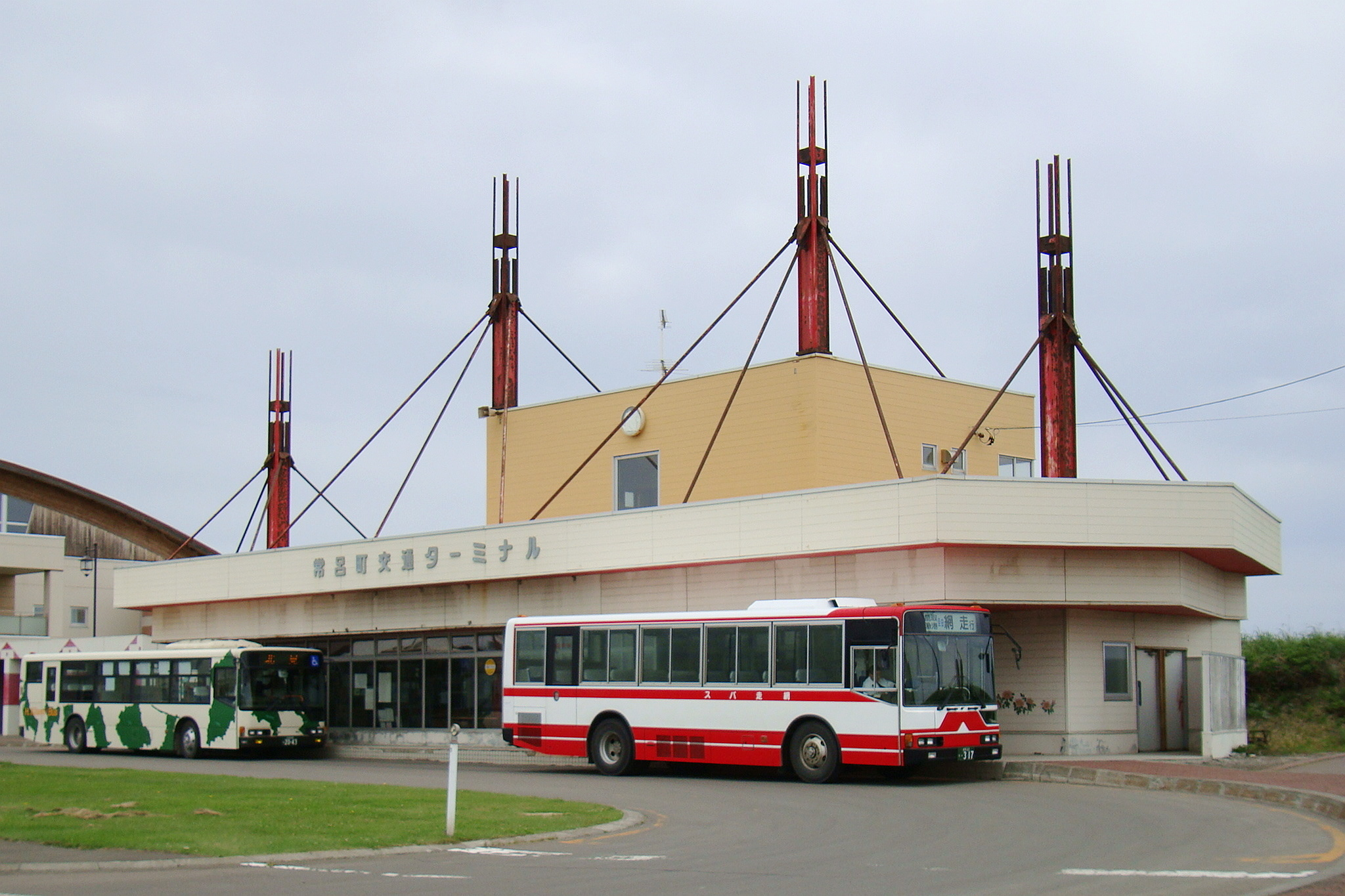
常呂町交通ターミナル（旧施設、2010年撮影）

駅舎や施設はすべて取り壊され、跡地には旧常呂町によって「常呂町交通ターミナル」が1988年（昭和63年）に建設された。ターミナル内には「湧網線資料館」が開設されていた。ターミナルのビルの裏には線路跡が確認でき、駅前ロータリーも残存し駅前通りは当時の雰囲気が残っていた。
1988年に建てられたターミナルは老朽化に伴い2015年（平成27年）5月末に取り壊しが開始され、同位置に新たなターミナルを建設。同年12月25日に「北見市常呂交通ターミナル」として供用を開始した。網走バスの案内所（営業時間9時 - 17時、日・祝休み）と待合室が設置されている。また5月 - 9月の期間はレンタサイクルの貸し出しも行っている。一方、旧ターミナルに設置されていた「湧網線資料館」は、富丘地区の資料館へ移動した。
常呂港付近から大曲仮乗降場跡の中湧別寄り、網走川を渡った地点までの線路跡は、北海道道1087号網走常呂自転車道線として自転車歩行者専用道路に転用されている。

## 隣の駅
日本国有鉄道
湧網線
北見共立駅 - 常呂駅 - 能取駅
かつて北見共立駅と当駅との間に土佐仮乗降場が、当駅と能取駅との間に常呂港仮乗降場がそれぞれ存在した。いずれも1956年（昭和31年）1月7日開業、1972年（昭和47年）2月8日廃止。